# Maciej Klimczak
Maciej Klimczak (ur. 21 września 1956 w Warszawie) – polski urzędnik państwowy, bibliotekarz, dyplomata, były wiceminister kultury, w latach 2005–2009 ambasador RP w Rydze, w latach 2011–2015 podsekretarz stanu w Kancelarii Prezydenta RP.

## Życiorys
Ukończył studia na Wydziale Pedagogicznym Uniwersytetu Warszawskiego. W trakcie studiów podjął pracę w dziedzinie animacji społeczno-kulturalnej, następnie pracował w spółdzielczości mieszkaniowej. W 1984 objął funkcję wicedyrektora, a następnie dyrektora Domu Sztuki na Ursynowie.
W 1990 podjął pracę w Ministerstwie Kultury i Sztuki na stanowisku wicedyrektora Departamentu Edukacji Kulturalnej. Od 1992 był dyrektorem Departamentu Upowszechniania Kultury. W latach 2001–2005 pełnił funkcję podsekretarza stanu w Ministerstwie Kultury. W 2003 pełnił obowiązki generalnego konserwatora zabytków. Zasiadał w Komisji Wspólnej Rządu i Samorządu Terytorialnego, Radzie ds. Zrównoważonego Rozwoju, Zespole ds. Mniejszości Narodowych, Komisji Trójstronnej ds. społeczno-gospodarczych oraz w wielu innych kolegialnych organach doradczych i konsultacyjnych.
W latach 1995–2001 był wykładowcą Podyplomowego Studium Menedżerów w Szkole Głównej Handlowej.
W październiku 2005 objął funkcję ambasadora RP na Łotwie. Funkcję tę sprawował do końca listopada 2009. Następnie od 2010 był dyrektorem naczelnym Teatru Studio.
18 marca 2011 został podsekretarzem stanu w Kancelarii Prezydenta RP ds. twórczości, dziedzictwa i kultury. Pełnił tę funkcję do 5 sierpnia 2015. W 2015 miał objąć dyrekcję Instytutu Polskiego w Mińsku, jednak nie uzyskał nominacji ministra Witolda Waszczykowskiego. Podjął pracę w Bibliotece Publicznej w Dzielnicy Śródmieście w Warszawie. Był później przedstawicielem Senatu RP w Radzie CBOS.

## Odznaczenia
- Krzyż Kawalerski Orderu Odrodzenia Polski – 2015[8]
- Srebrny Medal „Zasłużony Kulturze Gloria Artis” – 2005[9]
- Komandor Orderu Trzech Gwiazd – Łotwa, 2010[10]
- Komandor z Gwiazdą  Orderu Zasługi – Norwegia, 2012[11]